# إرثروز 4-فسفات
الإرثروز 4-فسفات (بالإنجليزية: Erythrose 4-phosphate)‏ هو مركب ناتج عن فسفرة الإرثروز. وهو مركب وسطي في مسار فوسفات البنتوز وحلقة كالفن.